# Louis H. Bean
Louis Hyman Bean, né le 15 avril 1896 en Lituanie et mort le 5 août 1994 dans le comté d'Arlington, est un analyste politique et économique américain, surtout connu pour sa prédiction de la victoire de Harry S. Truman à l'élection présidentielle américaine de 1948.
Louis H. Bean naît en Lituanie, alors faisant partie de l'Empire russe. Il émigre aux États-Unis avec sa famille et s'installe à Laconia dans le New Hampshire. Après avoir obtenu un baccalauréat ès arts, il entre au Harvard Business School dans le Massachusetts et, en 1922, obtient sa maîtrise en administration des affaires. En 1923, Louis H. Bean intègre le Bureau d'économie agricole du Département de l'Agriculture des États-Unis afin de travailler sur l'estimation des revenus agricoles et des indices de prix. Les résultats de ses travaux sont utilisés au Congrès durant les débats sur le McNary–Haugen Farm Relief Bill. Associé proche de Henry Wallace, il a été conseiller économique du politicien et travaille sur plusieurs de ses livres. Il écrit également des articles pour la revue Review of Economics and Statistics.
À la fin des années 1930, Louis H. Bean commence à s'intéresser à l'analyse politique et effectue des pronostics sur les résultats de nombreuses élections. Après sa projection réussie lors de l'élection présidentielle de 1948, le magazine Life le qualifie de « prophète solitaire » de la victoire de Truman. Louis H. Bean écrit de nombreux ouvrages, notamment Ballot Behavior et How to Predict Elections. Il continue à faire des analyses et des pronostics électorales pertinentes dans les années 1950 et 1960. Louis H. Bean meurt en 1994 dans son domicile d'Arlington, en Virginie.